# Arrondissement di Arras
L'arrondissement di Arras è una suddivisione amministrativa francese, situata nel dipartimento del Passo di Calais e la regione del Nord-Passo di Calais.

## Composizione
L'arrondissement di Arras raggruppa 369 comuni in 17 Cantoni.
- Cantone di Arras-Nord, che comprende 4 comuni:
  - Arras, Athies, Saint-Laurent-Blangy e Saint-Nicolas-lez-Arras
- Cantone di Arras-Ovest, che raggruppa una parte del comune di Arras
- Cantone di Arras-Sud, che comprende 9 comuni:
  - Achicourt, Agny, Arras, Beaurains, Fampoux, Feuchy, Neuville-Vitasse, Tilloy-lès-Mofflaines e Wailly
- Cantone di Aubigny-en-Artois, che comprende 30 comuni:
  - Agnières, Ambrines, Aubigny-en-Artois, Averdoingt, Bailleul-aux-Cornailles, Bajus, Berles-Monchel, Béthonsart, Camblain-l'Abbé, Cambligneul, Capelle-Fermont, Chelers, Frévillers, Frévin-Capelle, Gouy-en-Ternois, Hermaville, Izel-les-Hameaux, La Comté, La Thieuloye, Magnicourt-en-Comte, Maizières, Mingoval, Monchy-Breton, Penin, Savy-Berlette, Tilloy-lès-Hermaville, Tincques, Villers-Brûlin, Villers-Châtel e Villers-Sir-Simon
- Cantone di Auxi-le-Château, che comprende 26 comuni:
  - Aubrometz, Auxi-le-Château, Beauvoir-Wavans, Boffles, Bonnières, Boubers-sur-Canche, Bouret-sur-Canche, Buire-au-Bois, Canteleux, Conchy-sur-Canche, Fontaine-l'Étalon, Fortel-en-Artois, Frévent, Gennes-Ivergny, Haravesnes, Le Ponchel, Ligny-sur-Canche, Monchel-sur-Canche, Nœux-lès-Auxi, Quœux-Haut-Maînil, Rougefay, Tollent, Vacquerie-le-Boucq, Vaulx, Villers-l'Hôpital e Willencourt
- Cantone di Avesnes-le-Comte, che comprende 31 comuni:
  - Avesnes-le-Comte, Barly, Bavincourt, Beaudricourt, Beaufort-Blavincourt, Berlencourt-le-Cauroy, Canettemont, Coullemont, Couturelle, Denier, Estrée-Wamin, Givenchy-le-Noble, Grand-Rullecourt, Hauteville, Houvin-Houvigneul, Ivergny, Lattre-Saint-Quentin, Le Souich, Liencourt, Lignereuil, Magnicourt-sur-Canche, Manin, Noyelle-Vion, Noyellette, Rebreuve-sur-Canche, Rebreuviette, Sars-le-Bois, Saulty, Sombrin, Sus-Saint-Léger e Warluzel
- Cantone di Bapaume, che comprende 22 comuni:
  - Achiet-le-Grand, Achiet-le-Petit, Avesnes-lès-Bapaume, Bancourt, Bapaume, Beaulencourt, Béhagnies, Beugnâtre, Biefvillers-lès-Bapaume, Bihucourt, Favreuil, Frémicourt, Grévillers, Le Sars, Le Transloy, Ligny-Thilloy, Martinpuich, Morval, Riencourt-lès-Bapaume, Sapignies, Villers-au-Flos e Warlencourt-Eaucourt
- Cantone di Beaumetz-lès-Loges, che comprende 29 comuni:
  - Adinfer, Agnez-lès-Duisans, Bailleulmont, Bailleulval, Basseux, Beaumetz-lès-Loges, Berles-au-Bois, Berneville, Blairville, Boiry-Saint-Martin, Boiry-Sainte-Rictrude, Ficheux, Fosseux, Gouves, Gouy-en-Artois, Habarcq, Haute-Avesnes, Hendecourt-lès-Ransart, La Cauchie, La Herlière, Mercatel, Monchiet, Monchy-au-Bois, Montenescourt, Ransart, Rivière, Simencourt, Wanquetin e Warlus
- Cantone di Bertincourt, che comprende 18 comuni:
  - Barastre, Beaumetz-lès-Cambrai, Bertincourt, Beugny, Bus, Haplincourt, Havrincourt, Hermies, Lebucquière, Léchelle, Metz-en-Couture, Morchies, Neuville-Bourjonval, Rocquigny, Ruyaulcourt, Trescault, Vélu e Ytres
- Cantone di Croisilles, che comprende 27 comuni:
  - Ablainzevelle, Ayette, Boiry-Becquerelle, Boisleux-au-Mont, Boisleux-Saint-Marc, Boyelles, Bucquoy, Bullecourt, Chérisy, Courcelles-le-Comte, Croisilles, Douchy-lès-Ayette, Écoust-Saint-Mein, Ervillers, Fontaine-lès-Croisilles, Gomiécourt, Guémappe, Hamelincourt, Hénin-sur-Cojeul, Héninel, Mory, Moyenneville, Noreuil, Saint-Léger, Saint-Martin-sur-Cojeul, Vaulx-Vraucourt e Wancourt
- Cantone di Dainville, che comprende 10 comuni:
  - Acq, Anzin-Saint-Aubin, Dainville, Duisans, Écurie, Étrun, Marœuil, Mont-Saint-Éloi, Roclincourt e Sainte-Catherine-lès-Arras
- Cantone di Heuchin, che comprende 32 comuni:
  - Anvin, Aumerval, Bailleul-lès-Pernes, Bergueneuse, Bours, Boyaval, Conteville-en-Ternois, Eps, Équirre, Érin, Fiefs, Fleury, Floringhem, Fontaine-lès-Boulans, Fontaine-lès-Hermans, Hestrus, Heuchin, Huclier, Lisbourg, Marest, Monchy-Cayeux, Nédon, Nédonchel, Pernes, Prédefin, Pressy, Sachin, Sains-lès-Pernes, Tangry, Teneur, Tilly-Capelle e Valhuon
- Cantone di Marquion, che comprende 17 comuni:
  - Baralle, Bourlon, Buissy, Écourt-Saint-Quentin, Épinoy, Graincourt-lès-Havrincourt, Inchy-en-Artois, Lagnicourt-Marcel, Marquion, Oisy-le-Verger, Palluel, Pronville, Quéant, Rumaucourt, Sains-lès-Marquion, Sauchy-Cauchy e Sauchy-Lestrée
- Cantone di Pas-en-Artois, che comprende 25 comuni:
  - Amplier, Bienvillers-au-Bois, Couin, Famechon, Foncquevillers, Gaudiempré, Gommecourt, Grincourt-lès-Pas, Halloy, Hannescamps, Hébuterne, Hénu, Humbercamps, Mondicourt, Orville, Pas-en-Artois, Pommera, Pommier, Puisieux, Sailly-au-Bois, Saint-Amand, Sarton, Souastre, Thièvres e Warlincourt-lès-Pas
- Cantone di Saint-Pol-sur-Ternoise, che comprende 42 comuni:
  - Beauvois, Bermicourt, Blangerval-Blangermont, Brias, Buneville, Croisette, Croix-en-Ternois, Diéval, Écoivres, Flers, Foufflin-Ricametz, Framecourt, Gauchin-Verloingt, Guinecourt, Hautecloque, Héricourt, Herlin-le-Sec, Herlincourt, Hernicourt, Humerœuille, Humières, Ligny-Saint-Flochel, Linzeux, Maisnil, Marquay, Moncheaux-lès-Frévent, Monts-en-Ternois, Neuville-au-Cornet, Nuncq-Hautecôte, Œuf-en-Ternois, Ostreville, Pierremont, Ramecourt, Roëllecourt, Saint-Michel-sur-Ternoise, Saint-Pol-sur-Ternoise, Séricourt, Sibiville, Siracourt, Ternas, Troisvaux e Wavrans-sur-Ternoise
- Cantone di Vimy, che comprende 20 comuni:
  - Ablain-Saint-Nazaire, Acheville, Arleux-en-Gohelle, Bailleul-Sir-Berthoult, Bois-Bernard, Carency, Farbus, Fresnoy-en-Gohelle, Gavrelle, Givenchy-en-Gohelle, Izel-lès-Équerchin, Neuville-Saint-Vaast, Neuvireuil, Oppy, Quiéry-la-Motte, Souchez, Thélus, Villers-au-Bois, Vimy e Willerval
- Cantone di Vitry-en-Artois, che comprende 28 comuni:
  - Bellonne, Biache-Saint-Vaast, Boiry-Notre-Dame, Brebières, Cagnicourt, Corbehem, Dury, Étaing, Éterpigny, Fresnes-lès-Montauban, Gouy-sous-Bellonne, Hamblain-les-Prés, Haucourt, Hendecourt-lès-Cagnicourt, Monchy-le-Preux, Noyelles-sous-Bellonne, Pelves, Plouvain, Récourt, Rémy, Riencourt-lès-Cagnicourt, Rœux, Sailly-en-Ostrevent, Saudemont, Tortequesne, Villers-lès-Cagnicourt, Vis-en-Artois e Vitry-en-Artois

## Storia
Il territorio di questo arrondissement corrisponde approssimativamente agli antichi possedimenti del Conte di Artois, benché l'Artois in senso lato comprenda altre città come Lens, Béthune o Douai.